# Distrito fitogeográfico de la restinga

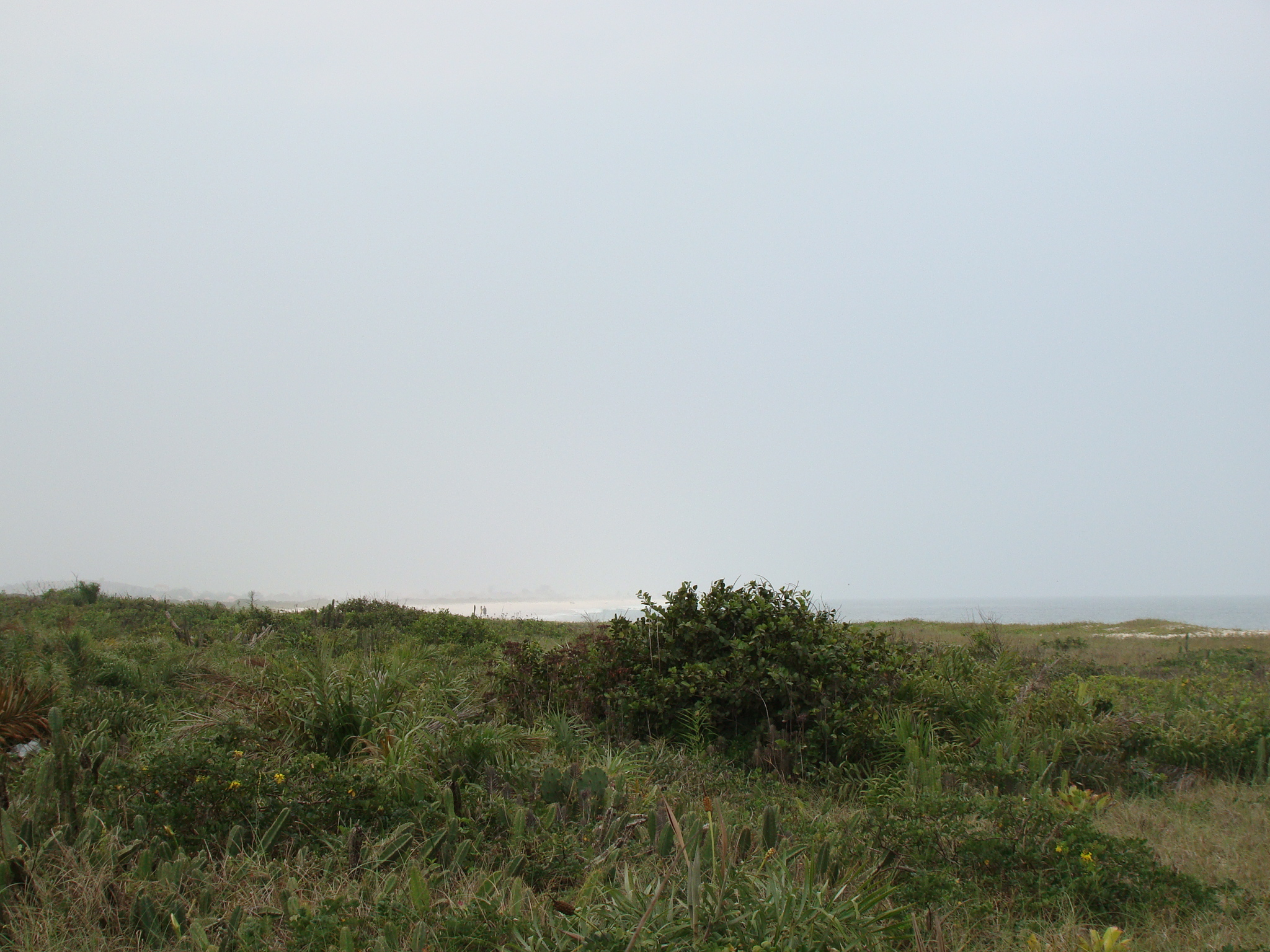
Vegetación de restinga en Massambaba Massambaba, en el estado de Río de Janeiro.

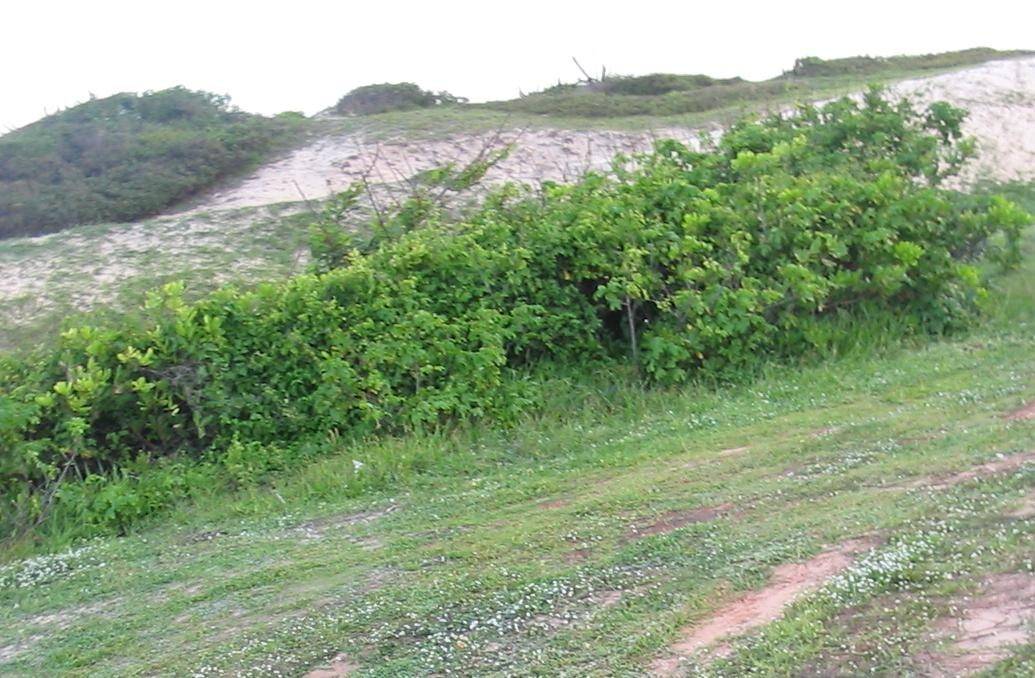
Ejemplo de vegetación del Distrito fitogeográfico de la Restinga en Fortaleza, Brasil.

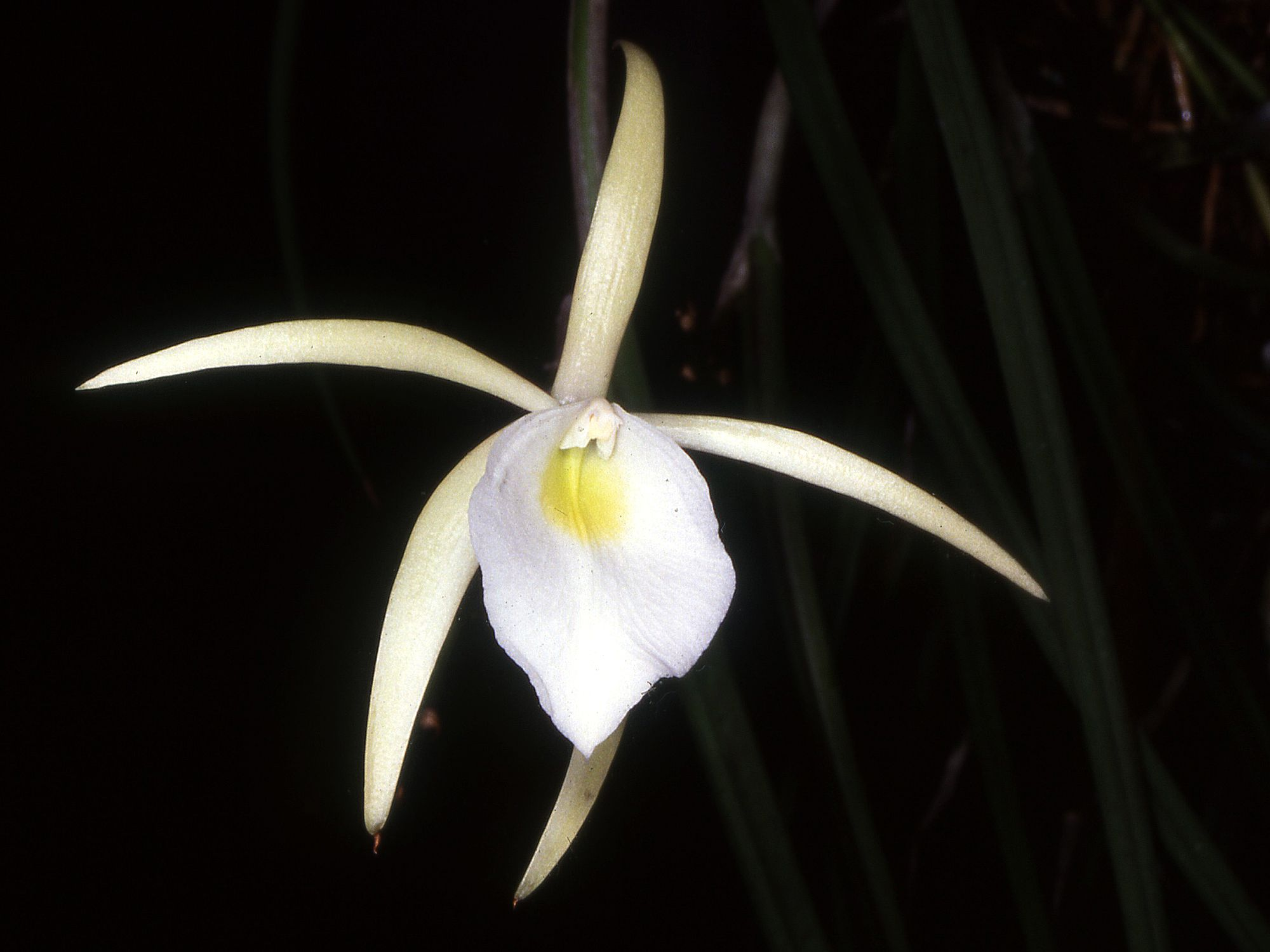
La orquídea Brassavola tuberculata, es un común elemento saxícola de esta formación.

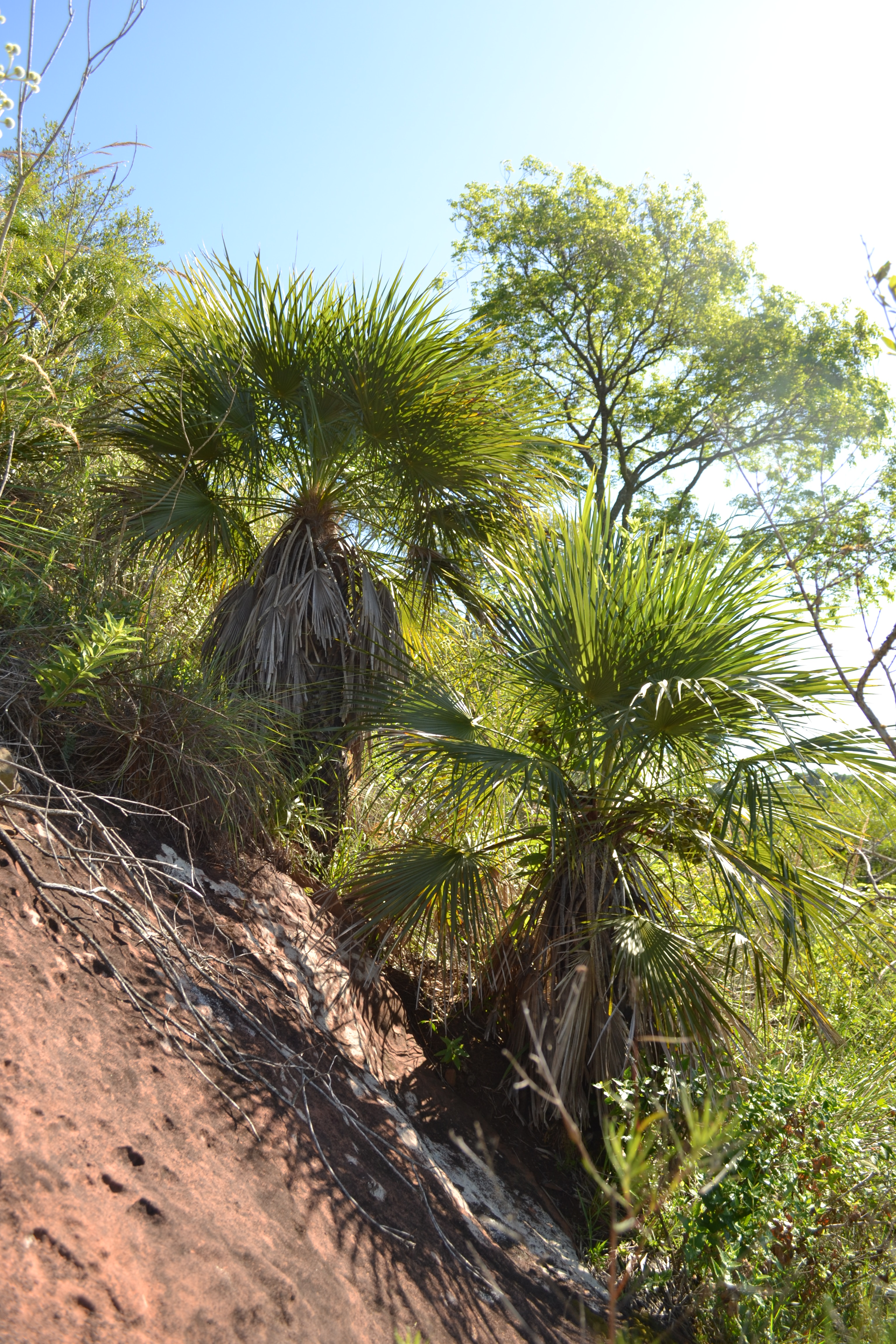
La palmera carandilla (Trithrinax brasiliensis), es un elemento florístico encontrado en el Uruguay en formaciones ribereñas al Río de la Plata en la zona de Kiyú, donde la especie se ha extinguido.

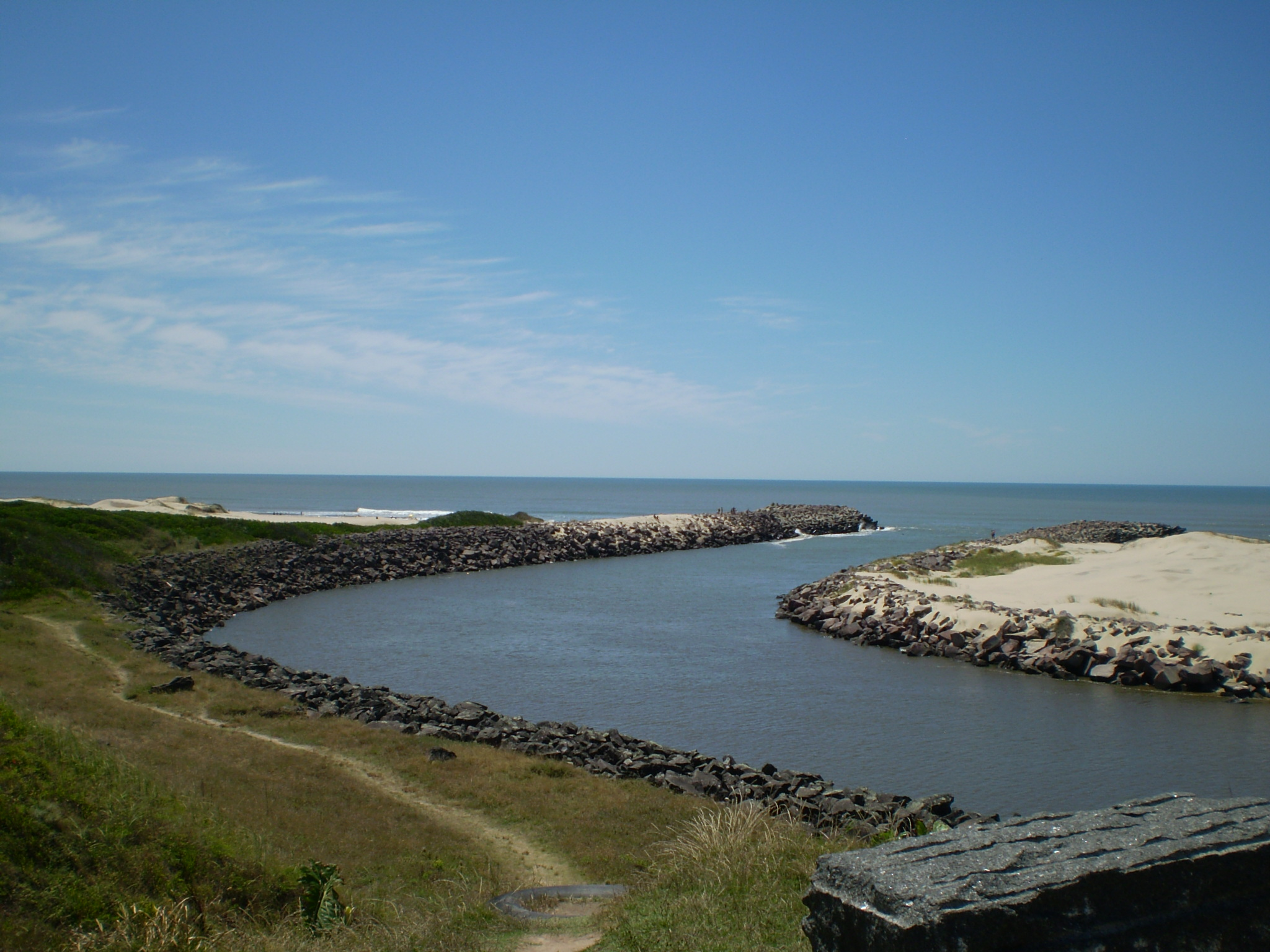
Desembocadura del arroyo Chuy, límite entre el Uruguay y Brasil, rodeada de vegetación pionera de restinga.

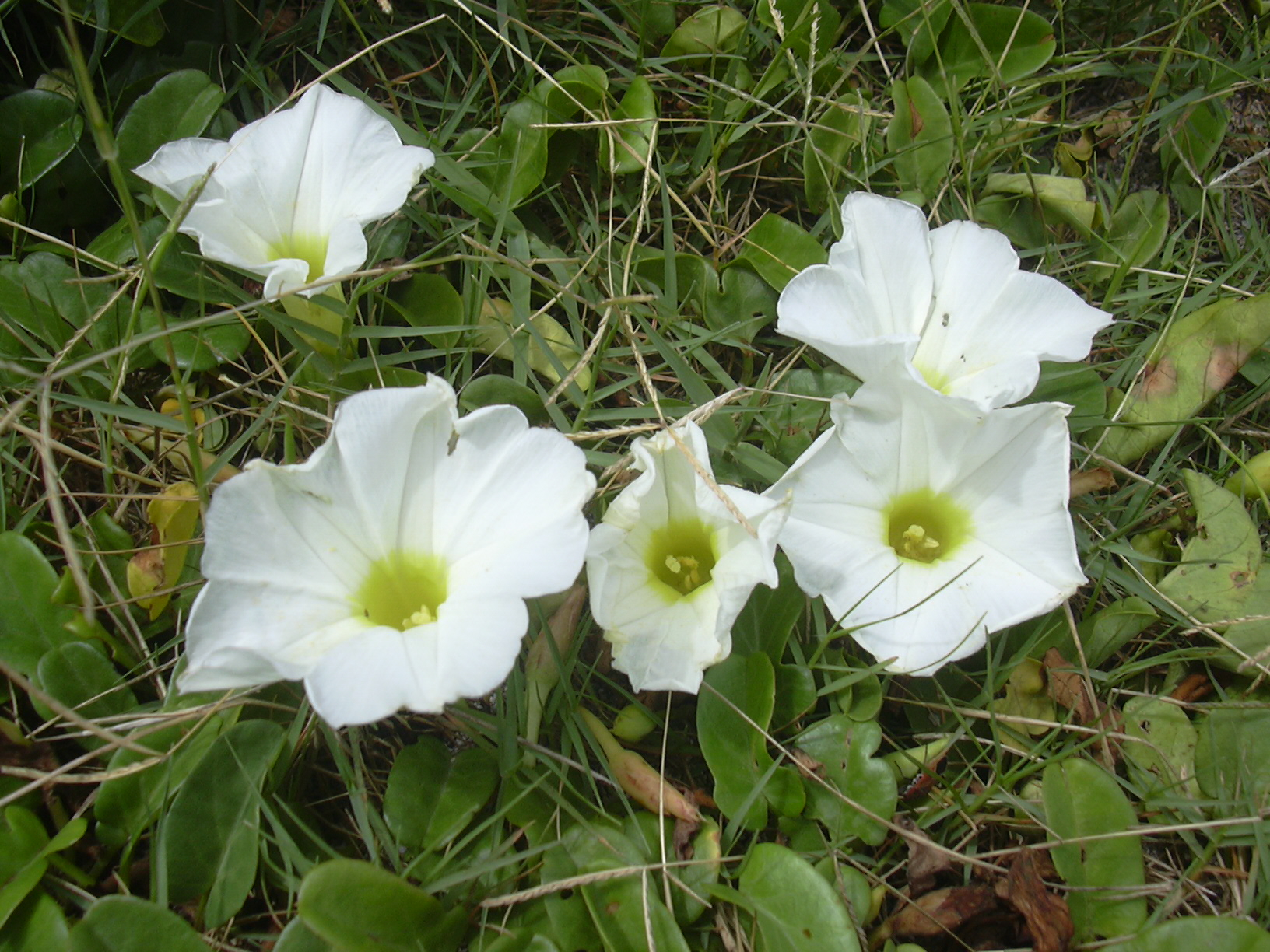
La campanilla de playa (Ipomoea imperati), elemento característico de la vegetación pionera de restinga.

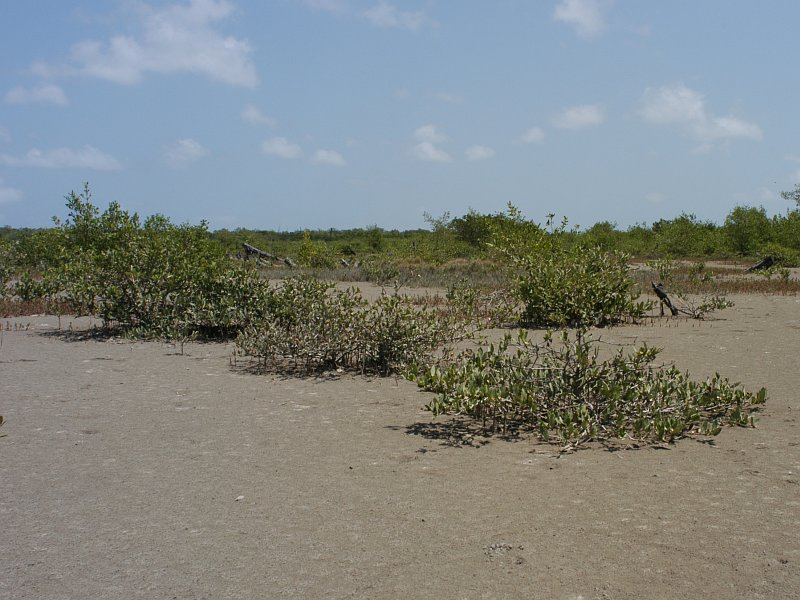
El mangle negro (Avicennia germinans) en una de playa de Pará, Brasil. Es un elemento característico de la vegetación forestal pionera de restinga que avanza sobre aguas salobres.

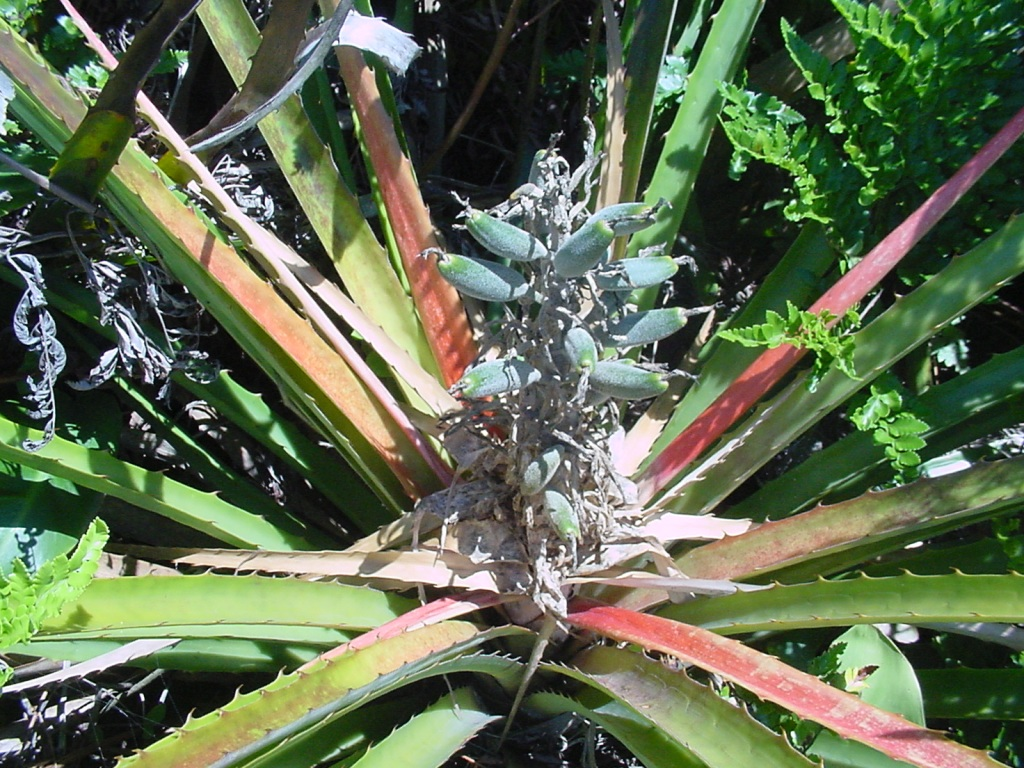
El caraguatá de los médanos (Bromelia antiacantha). En el Uruguay, es un elemento florístico exclusivo de la vegetación de restinga.

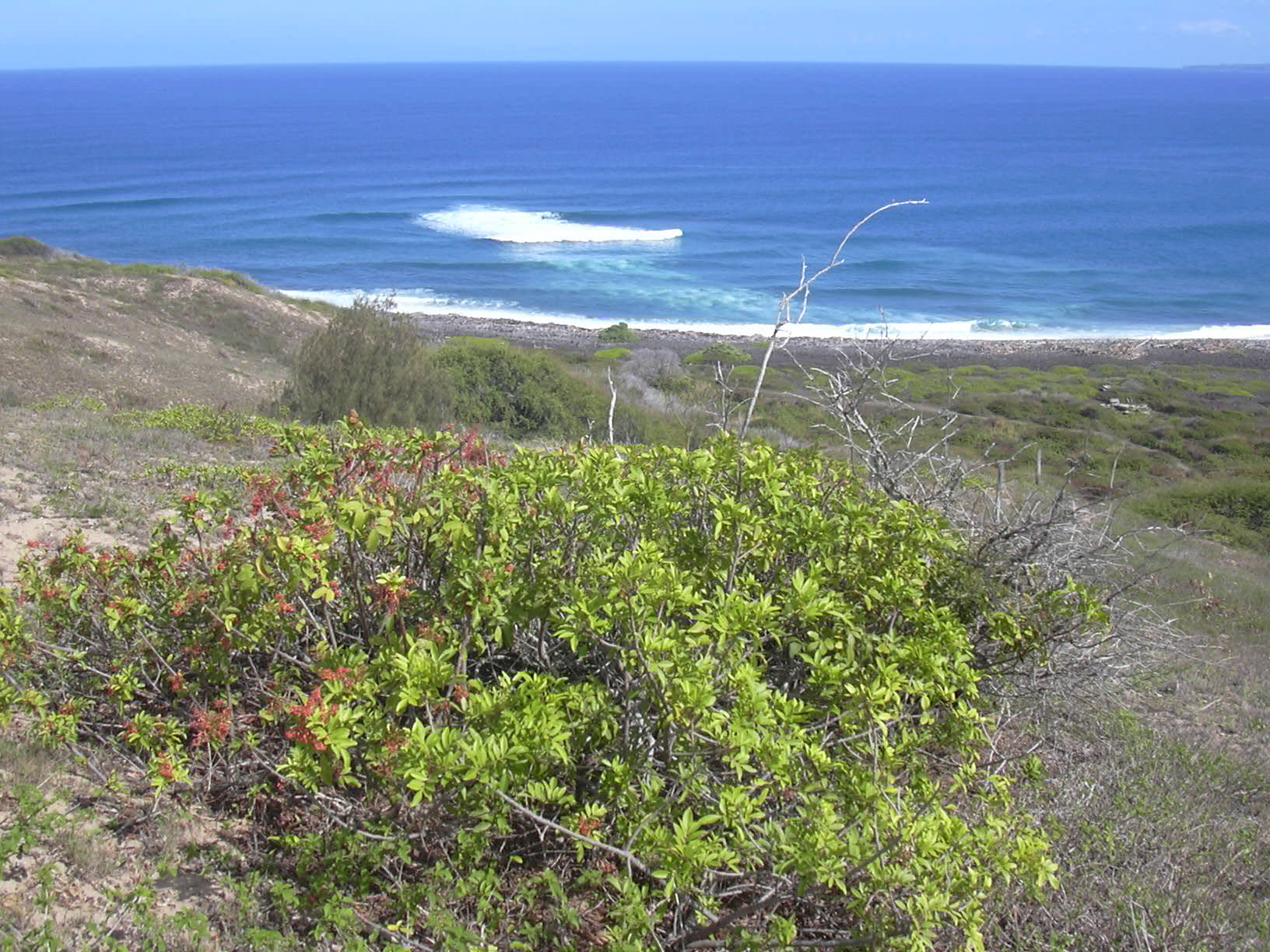
El molle de los médanos (Schinus terebinthifolius), es un elemento característico de la vegetación forestal pionera de restinga.

El distrito fitogeográfico de la restinga es una de las secciones en que se divide la «provincia fitogeográfica de la mata atlántica». Se ubica en ellitoral marítimo  centro-oriental de América del Sur. Incluye formaciones pioneras variadas, las que tienen su clímax en un bosque de pocos metros de altura. Para algunos estudiosos, merece ser considerada como una Provincia fitogeográfica propia.

## Sinonimia
A esta formación también se la llama Áreas das Formações Pioneiras de Influência Marinha (Restingas, Dunas, Manguezais, e Alagados), Zona marítima, Zona del Litoral, Bosque psamófilo costero, Bosque costero, Forestas de Restinga, Jundu del borde de playa, Formación de Restinga, Flora marítima atlántica, etc. En inglés es llamada: Atlantic Coast restingas.

## Distribución
Se ubica en el borde centro-oriental de América del Sur.
En Brasil cubre 7900 km² en varios enclaves bien definidos, que se distribuyen a lo largo de la costa marítima. 
Su enclave más septentrional se encuentra en el estado de Río Grande del Norte. Destacan también los presentes al norte y al sur de la ciudad de Salvador de Bahía y cerca de la desembocadura del río Jequitinhonha en el estado de Bahía. En el Estado de Río de Janeiro al norte y sur de la desembocadura del río Paraíba do Sul y en la zona de cabo Frío. Importantes restingas se encuentran en la costa sur del estado de Santa Catarina y en todo el litoral del estado de Río Grande del Sur, hasta la frontera uruguaya. 
Al igual que ocurre en el Brasil, en el Uruguay esta formación también contornea las costas del océano Atlántico, pero luego pasa a cubrir la margen norte o izquierda del Río de la Plata en su totalidad hasta punta Gorda, así como las islas atlánticas y platenses inmediatas. La enorme boca del Río de la Plata, de más de 220 km de largo, ofició de barrera infranqueable que impidió que la vegetación de las ya florísticamente empobrecidas restingas uruguayas continuara hacia el sur sobre las dunas marítimas bonaerenses, las que presentan otra formación fitogeográfica. Las características lodosas de la margen sur o derecha del gran río también impidieron la formación de cordones dunícolas en la ribera bonaerense. En único sector con características fisionómicas y florísticas de restinga en la Argentina ocurre en un sector de la isla Martín García, la cual pertenece a la soberanía argentina por razones de índole histórica y no geográfica, pues responde en sus características geológicas tanto a las demás islas uruguayas como a la ribera uruguaya inmediata. 
La altitud va desde el nivel del mar hasta pocas decenas de metros de altura.

## Afinidades florísticas
Este Distrito fitogeográfico guarda estrecha relación con la Mata Atlántica litoral, con gran afinidad y complementariedad.

## Características
El Distrito fitogeográfico se caracteriza por presentar una flora adaptada a habitar en la franja costera, bajo la influencia directa o indirecta del mar. Tiene una anchura variable, la que va desde unos pocos metros hasta varios kilómetros. Vasconcelos Sobrinho la colocó como una subdivisión o subzona de la mata Atlántica. Su vegetación, sin embargo, tiene sus propias características distintivas lo que la mantiene como una zona genuina.
De acuerdo con la posición, altura, tipo de suelo y la concentración mayor o menor de sal en él, factores que se manifiestan por sensibles cambios de vegetación, se divide la zona del litoral en subáreas. Cada una de estas subdivisiones tiene su propia flora y su caracterización fisonómica definida. 

## Suelos
Los suelos se presentan en general inmaduros, con abundante arena y roca y muy pobre materia orgánica. Es frecuente un cierto tenor salino, aún en los no inundables por las pleamares, por causa del viento marítimo y la relativa escasez de precipitaciones invernales.

## Relieve
Existe una gran riqueza de formas de relieve en este ecosistema, desde extensas restingas rocosas, altas dunas, cordones arenosos que raramente superan los 20 m de altura, campos de dunas, grandes lagunas litorales y albuferas, bases de sierras y morros litorales, depósitos arenosos de origen aluvial o coluvio-aluvial, penínsulas, extensas planicies marinas, planicies aluviales, etc. 
Proveen servicios ecosistémicos al mantener la dinámica geomorfológica costera, a través de la estabilización de las dunas litorales y el transporte traslado e intercambio de arena.

## Clima
Los tipos climáticos presentes en esta formación son, de norte a sur: Tropical húmedo, Tropical fresco, el cual pasa a ser Subtropical húmedo en las costas de Río Grande del Sur, y en la costa del Uruguay es Subtropical marítimo, con un pequeño tramo en la zona de Punta del Este con Marítimo cálido.
Este ecosistema sufre un período seco en los meses desde junio hasta agosto.
Los acumulados de precipitación anual indican entre 900 a 1500 mm.

## Especies principales
El centro de diversidad florística se presenta en el litoral brasileño, con clima tropical, totalmente libre de heladas, y en contacto con diversas formaciones sumamente biodiversas. Cuanto más la formación se aleja de él hacia el sur, más especies van quedando en el camino, deserción que se ve agravada a partir del litoral gaúcho con la presencia de heladas invernales que, aunque suaves, son suficientes para impedir el desarrollo de las especies más delicadas desde el punto de vista térmico, pues en cuanto a la disponibilidad hídrica, no hay grandes cambios con el aumento de la latitud.
La comunidad climáxica de esta formación es un bosque bajo, con especies con algún grado de xerofilia o adaptación a temporadas secas. La cobertura vegetal refleja la gran diversidad geomorfológica, además de la historia paleo-evolutiva del sudeste brasileño y del clima actual, por lo cual la vegetación presente es el remanente de una vegetación existente durante los períodos glaciares del pleistoceno, los cuales eran más secos y más fríos, y que migró bordeando la costa marina, y conectándose con otras formaciones más xéricas del interior. 
Las formaciones vegetales de las restingas y dunas varían de herbáceas y rastreras junto a la playa, mientras que en los cordones arenosos más antiguos incluyen características formaciones arbustivas abiertas, y bosques bajos, llamados localmente mata de restinga. Estas se denominan Florestas de restinga paludosa, la que mantiene el suelo encharcado gran parte del año, Florestas de restinga samófila, la que posee un mejor drenaje. Ambas varían marcadamente en su composición florística. 
Estos bosques mantienen buena cantidad de especies endémicas: Serjania fluminensis, Calathea dorothyae, Algernonia obovata, Neoregelia eltoniana, etc. 
Otras especies son más tolerantes, siendo encontradas tanto en las restingas como en las faldas de los morros litorales, por ejemplo: Inga maritima, Ouratea luschnathiana, Swartzia glazioviana, Erythroxylum glazioui, Passiflora farneyi, Cryptanthus acaulis, Capparidastrum brasilianum, etc. 
La formación forestal denominada localmente "tipo arbóreo-bajo" recubre los morros litorales en contacto con manglares y ambientes inundables.
Estos morros litorales están cubiertos por un bosquete de pequeño porte, de unos 3 m de altura media en las laderas más expuestas a la sal de los vientos marinos, compuesta de árboles densos con troncos finos. En micro-hábitats más protegidos del viento, y en quebradas húmedas de las sierras que caen al mar, la vegetación exhibe un porte más robusto, semejante a la mata atlántica bajo-montana.
Una especie característica de la vegetación xerófila de los morros litorales es la cactácea endémica Pilosocereus ulei la cual remarca el carácter xerófilo de la vegetación. Otras especies, como por ejemplo: Skytanthus hancorniaefolius, Machaerium leucopterum, Bauhinia albicans, etc, exhiben una distribución disyunta entre la zona de Cabo Frío y la caatinga nordestina, sugiriendo antiguas ligaciones entre estas dos regiones durante el período más seco del Pleistoceno. 
En la planicie coluvio-aluvial, la formación forestal es más exuberante. Los árboles poseen una altura media de 10 m, con individuos emergentes de hasta 17 m de altura. En la temporada seca, la que ocurre entre los meses de junio hasta agosto, buena parte de las especies arbóreas pierde su follaje. Aquí se encuentran algunas especies características de formaciones forestales estacionales del semiárido brasileño, por ejemplo: el palo Brasil (Paubrasilia echinata), Lonchocarpus virgilioides, Parapitadenia pterosperma, etc, y en el sotobosque la rubiácea endémica Faramea brachyloba.
Entre las dunas ya fijadas por la vegetación, se observa un pequeño árbol: Lithraea brasiliensis. 
En los micro-valles interdunícolas se forma un ambiente sombreado apto para algunas especies de las selvas vecinas, las que forman una foresta baja, y en donde habitan especies endémicas, como la bromelia Vriesea sucrei, y el arbusto Mouriri arenicola. 
Sobre las rocas o en los paredones crecen muchos taxones rupícolas y saxícolas, entre ellos varios géneros de cactáceas, bromeliáceas, y orquideáceas, por ejemplo: Brassavola tuberculata.
En las dunas que bordean las playas se encuentran: Scaevola plumieri, Richardsonia grandiflora, Heliotropium clausseni, Ipomoea pes–caprae, la campanilla de playa (Ipomoea imperati), Calotropis procera —especie naturalizada—, Jacquinia armillaris, Hydrocotyle umbellata, Cereus fernambucensis, Turnera ulmifolia, Sida ciliaris, Euphorbia hirtella, Euphorbia hyssopifolia, Stylosanthes viscosa, Polygala corisoides, Phaseolus peduncularis, Indigofera campestris, Crotalaria retusa, Centrosema brasilianum, Canavaia maritima, Caesalpinia bonduc, Chrysobalanus icaco, Cassytha estadounidense, Cassytha americana, Sesuvium portulacastrum, Pisonia subcordata, Iresine portulacoides, Alternanthera maritima, Arikuryroba schizophylla, Sporobolus virginicus, Paspalum vaginatum, Paspalum arundinaceum, Paspalum maritimum, Remirea maritima, Fimbristylis glomerata, etc.
Las forestas de restingas y terrazas costeras se componen de: Tabebuia roseo–alba, Manilkara salzmanni, Emmotum acuminatum, Schinus terebinthifolius, Anacardium occidentale, Platymiscium biancheti, Pithecolobium foliolosum, Andira nitida, Couepia, Moquilea tomentosa, Nectandra, Pilosocereus arrabidae, etc.
Las forestas de restingas psamófilas se componen de: Sophora tomentosa, Abrus precatorius, Stenotaphrum secundatum, Cephalostigma bahiensis, Tocoyena selloana, Perama hiruta, Guettarda platypoda, Chioccoca alba, Utricularia, Tournefortia candidula, Hancornia speciosa, Gaylussacia brasiliensis, Marcetia ericoides, Myrcia, Cuphea flava, Melocactus violaceus, Pilocereus hapalacanthus, Hybanthus ipecacuanha, Norantea brasiliensis, Ouratea fieldingiana, Tetracera breyniana, Croton sellowii, Polygala lancifolia, Byrsonima gardneriana, Brachypterys paralias, Simaba cuncata, Esenbeckia intermedia, Humiria floribunda, Periandra mediterranea, Clitoria laurifolia, Cassia uniflora, Cassia brachystachya, Pithecclobium filamentosum, Pisonia sub–cordata, Aristolochia trilobata, Cyrtopodium andersonii, Epidendrum cinnabarinum, Burmannia capitata , Heliconia angustifolia, Hohenbergia ridleyi, Aechmaea stephanophora, Anthurium affine, Acrocomia aculeata, Pappophorum alopecuroideum, Eragrostis amabilis, Chloris argentina, Axonopus aureus, Andrepogon leucostachyus, Lagenocarpus martii , Pteridium aquilinum, Blechnum serrulatum, etc. 
También se ha incluido entre la vegetación de la restinga a la comunidad del manglar. Por sus requerimientos térmicos, solo se presente en la mitad septentrional de la formación de restingas. Esta subzona incluye la vegetación que crece en la zona de contacto entre la salada agua de mar con la más dulce de los ríos, donde, en vista de las bajas velocidades, se depositan los sedimentos finos que están en suspensión, dando lugar a suelos pantanosos, negros, poco aereados, con materia orgánica en descomposición, lo que le otrga un olor característico. Esta vegetación penetra varios kilómetros en una red de ríos naturales y canales. Destacan: el mangle rojo (Rhizophora mangle), el mangle botón (Conocarpus erectus), el mangle manso (Laguncularia racemosa), los mangles canoa (Avicennia nitida y Avicennia schaueriana), Acrostichum aureum, Dodonaea viscosa, Dalbergia hecastophyllum, Sesuvium portulacastrum, etc. 
Otra comunidad característica de este distrito es el «Caixetal» (o «caxetal»). Se presenta bajo influencia exclusivamente fluvial. Ocurre predominantemente en áreas con anegamiento temporario o permanente de agua dulce en las planicies litorales. Es un ecosistema de baja biodiversidad, donde domina netamente un árbol de hasta 20 m de altura denominado localmente como caxeta o caixeta (Tabebuia cassinoides). Presenta esta foresta alta diversidad de lianas, y epifitas, como bromelias, orquídeas, musgos, líquenes, etc. 
En el sector correspondiente a Río Grande del Sur, la faja de playas es pobre en vegetación, afectada por la inestabilidad y el alto índice de salinidad; las pocas especies vegetales psamófitas son generalmente halófitas como: el espartillo (Spartina coliata), Remirea maritima, Senecio crassoflorus, Ipomoea pescaprae, Paspalum distichum, Philoxerum portulaccoides, entre otros.
Las dunas inestables se encuentran justo detrás de la línea de la playa. Son zonas muy devastadas por los vientos marinos, con la frecuente movilización de los cordones de arena que tapan a las pocas plantas o las dejan con sus raíces al aire, por lo que la vegetación es muy escasa. Entre las especies más comunes están: Cordia verbenacea, Scaecola plumieri, Sophora tomentosa, Panicum reptans, Panicum racemosum, etc.
Las dunas fijas ocupan posiciones estratégicas justo detrás de la línea de dunas vivas y semifijas, las que las protegen de la acción del viento marino con su carga de rocío salino y de la movilización frecuente de arena. Las frecuentes lluvias ayudan a percolar la sal de los perfiles superiores. Poseen mayor compactación, y humedad, presentando alguna estratificación del suelo con una formación de suelo orgánico incipiente. Si bien la cubierta vegetal es todavía de tipo pionera, es más rica en especies que las anteriores. Aquí juegan un importante papel estabilizador de las dunas algunos árboles y arbustos, formando grupos multidimensionales. Por su mayor importancia fisonómica, destacan: Myrsine, Schinus terebinthifolius, Lythraea brasiliensis, Guapira opposita, Eugenia ramboi, Myrcia pubipetala, y otros.
En las puntas rocosas, islas, o morros donde el basamento precámbrico que bordea el mar logra aflorar, se desarrolla una vegetación típica bajo la acción directa de los vientos marinos salinos. Se compone de una formación de características xerofíticas de subarbustos, arbustos y árboles. En la base próxima a la costa, se encuentran agrupamientos de bromeliáceas rupestres, como Aechme recurvata, Aechme nudicaulis, y Dyckia encholirioides, además de algunas gramíneas, como Paspalum distichum, Stenotaphrum secundatum, etc.
En alturas algo más pronunciadas se encuentra una capa incipiente de suelo orgánico. Aquí se encuentran leñosas: Guapira opposita, Cereus, Pera ferruginea, Clusia criuva, Cordia verbenacea, Myrsine, etc.
Con una mejor estructura del suelo, la vegetación ya es arbórea; allí tienen importancia sociológica: Byrsonima ligustrifolia, Coussapoa microcarpa, Cupania vernalis, Myrsine umbellata, Syagrus romanzoffiana, y muchas más.
En las restingas, dados los diversos biotopos, los helechos son variados. Por ejemplo, en los bosques de restingas en Río Grande del Sur se encuentran: Cyathea atrovirens, Blechnum brasiliense, Polybotrya cylindrica, Osmunda regalis, Lindsaea quadrangularis, Lindsaea lancea, Thelypteris hispidula, Thelypteris conspersa, Asplenium serra, Polypodium latipes, Rumohra adiantiformis, Pteridium aquilinum, Pecluma paradiseae, Campyloneurum nitidum, Blechnum serrulatum, Vittaria lineata, Pleopeltis angusta, Niphidium rufosquamatum, Polypodium menisciifolium, Polypodium hirsutissimum, Polypodium catharinae, Microgramma vacciniifolia, Microgramma squamulosa, Campyloneurum austrobrasilianum, Regnellidium diphyllum, Salvinia auriculata, etc.

## Subdistritos fitogeográficos
A este Distrito fitogeográfico es posible subdividirlo en varios Subdistritos fitogeográficos.
En la costa del Uruguay la formación se presenta formando dos comunidades. Actualmente gran parte de esta formación fue fragmentada, y alterada para construir urbanizaciones no planificadas, en especial las ligadas al desarrollo turístico, y para forestar con pinos, acacias, y eucaliptos; esta y otras especies exóticas, han invadido los remanentes aún en pie, por lo que el daño al ecosistema se ve multiplicado. También la extracción descontrolada de arena, los incendios, la tala para la obtención de leña, y el pastoreo no controlado, afectan la restauración forestal y la calidad del ecosistema, alterando tanto su estructura como su composición.

### El matorral espinoso de arenales
Se caracteriza por estar conformado por árboles achaparrados y arbustos de 1 a 2 m de altura, en su mayoría espinosos. Los acompañan helechos, lianas y enredaderas y cactáceas del género Opuntia. Al ser una etapa pionera, se ubica más próximo al mar, sobre dunas fijas cercanas a dunas móviles.

### El monte de arenales
También llamado monte psamófilo. Es una etapa de evolución de la vegetación posterior a la anterior. Se ubica más alejado del mar, sobre suaves dunas del litoral oceánico que se han mantenido fijas por mucho tiempo. Nunca se encuentra a menos de 600 metros del mar, siempre a resguardo de los médanos, que loo protegen de los fuertes vientos, y del rocío salino del mar; en tanto que en el litoral platense se ubica a unos 100 metros del río, en el primer cordón de médanos.
Es un bosque bajo, con una altura de entre 3 y 6 metros, compuesto por árboles, arbustos, Opuntias, hierbas, lianas y enredaderas y algunas epifitas.
Entre sus componentes destacan:
Estrato arbóreoEntre los árboles destacan: Sambucus australis, Terminalia australis, Acacia caven, Ocotea acutifolia, Myrceugenia glaucescens var. glaucescens, Acanthosyris spinescens, Jodina rhombifolia, Pouteria salicifolia, el canelón (Myrsine laetevirens), el molle (Schinus Iongifolius), la aruera (Lithraea brasiliensis), la coronilla (Scutia buxifolia), el tala (Celtis ehrenbergiana), el tala gateador (Celtis iguanaea), el arrayán (Blepharocalyx salicifolius), el chal chal (Allophylus edulis), el cardón (Cereus uruguayanus), el guaraniná (Sideroxylon obtusifolium), el tembetarí (Zanthoxylum hyemale), Myrrhinium atropurpureum, Sapium, Eugenia uruguayensis, etc.
Estrato arbustivo o sotobosquela espina amarilla (Berberis laurina), Berberis ruscifolia, la envira (Daphnopsis racemosa), la salvia baguala (Cordia curassavica), Dodonaea viscosa, las tunas (Opuntia arechavaletai y Opuntia aurantiaca), la espina de la cruz (Lantana camara), Colletia paradoxa, Schinus engleri var. uruguayensis, Baccharis dracunculifolia, Senecio crassiflorus, Lantana camara, Ephedra tweediana, etc.
Estrato herbáceoDestaca una gran bromelia terrestre: Bromelia antiacantha, Blechnum australe, Skeptrostachys montevidensis, etc.
Estrato epifítico y muscinalSon comunes los claveles del aire: Tillandsia capillaris,Tillandsia aeranthos, Tillandsia recurvata, Tillandsia myosura, Oncidium bifolium, Rhipsalis lumbricoides, etc.
Estrato escandenteMacfadyena dentata, Macfadyena unguis-cati, Bignonia callistegioides, Serjania montevidensis, etc.